# 纳查·盛触
纳查·盛触（1996年9月21日—），泰國女子羽毛球運動員，專長雙打項目。

## 簡歷
2014年4月，纳查·盛触出戰樂魚羽毛球國際系列賽，與颂蓬·阿努里达亚翁合作打進混合雙打比賽決賽，最終拿得亞軍。

## 主要比賽成績
只列出曾進入準決賽的國際賽事成績：
| 年份   | 賽事                     | 公開賽級別 | 項目     | 拍檔                | 成績   |
| ------ | ------------------------ | ---------- | -------- | ------------------- | ------ |
| 2014年 | 世界青年羽毛球錦標賽     | 其他       | 混合團體 | －                  | 季軍   |
| 2014年 | 樂魚羽毛球國際系列賽     | 國際系列賽 | 混合雙打 | 颂蓬·阿努里达亚翁   | 亞軍   |
| 2015年 | 斯里蘭卡羽毛球國際挑戰賽 | 國際挑戰賽 | 女子雙打 | 基拉素·奥斯特梅耶   | 準決賽 |
| 2016年 | 新加坡羽毛球國際系列賽   | 國際系列賽 | 女子雙打 | Kornkamon Sukklad   | 準決賽 |
| 2016年 | 新加坡羽毛球國際系列賽   | 國際系列賽 | 混合雙打 | 帕利亚瓦特·松努阿姆 | 準決賽 |
| 2017年 | 馬來西亞羽毛球國際系列賽 | 國際系列賽 | 女子雙打 | 基蒂帕克·杜布图克   | 亞軍   |
| 2017年 | 世界大學運動會羽毛球比賽 | 其他       | 混合團體 | －                  | 銅牌   |
| 2017年 | 寮國羽毛球國際系列賽     | 國際系列賽 | 女子雙打 | 基蒂帕克·杜布图克   | 冠軍   |
| 2017年 | 馬來西亞羽毛球國際挑戰賽 | 國際挑戰賽 | 女子雙打 | 基蒂帕克·杜布图克   | 亞軍   |
| 2018年 | 美國羽毛球國際挑戰賽     | 國際挑戰賽 | 混合雙打 | Natchanon Tulamok   | 亞軍   |

| 2007-2017年 | 首要超級賽 | 超級賽 | 黃金大獎賽 | 大獎賽 | 國際挑戰賽 | 國際系列賽 | 未來系列賽 | 其他 |

| 2018-2026年 | 總決賽 | 超級1000賽 | 超級750賽 | 超級500賽 | 超級300賽 | 超級100賽 | 國際挑戰賽 | 國際系列賽 | 未來系列賽 | 其他 |